# Toni Fötsch

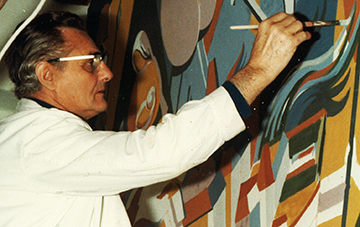
Toni Fötsch 1977

Toni Fötsch, eigentlich Anton Fötsch (* 25. Juni 1920 in Graz-Straßgang; † 13. September 2008 in Vorau) war ein österreichischer akademischer Maler, Grafiker und Restaurator.

## Leben und Werk
Aufgewachsen in Graz-Straßgang, belegte Anton Fötsch neben seinem Dienst in landwirtschaftlichen Betrieben ein Fernstudium in Berlin mittels Lehrbriefen (Kurse in den Fächern Zeichnen und Malen) – bis zu seiner Einberufung in den Kriegsdienst 1940. Während eines Kriegsurlaubs 1943 bestand er die Aufnahmeprüfung an der Wiener Kunstakademie bei Wilhelm Dachauer. Am Silvesterabend von 1943/1944 wurde Anton Fötsch durch eine Granatenexplosion so stark verletzt, dass er zeitlebens eine starke Behinderung seiner linken Hand mit sich tragen musste.
Nach Ende des Zweiten Weltkrieges besuchte er von 1945 bis 1948 die Kunstgewerbeschule Graz (HTBLA Ortweinplatz) bei den Professoren Fritz Silberbauer, Alfred Wickenburg und Rudolf Szyszkowitz. Um sich das Leben und das Studium finanzieren zu können, arbeitete er unter anderem als Theatermaler im Grazer Stadttheater (Opernhaus Graz). Schon während des Studiums bekam er außerdem Aufträge für Restaurierungen und künstlerische Gestaltungen.
Nach dem Studium in Graz ging Fötsch wieder nach Wien, um die Meisterklasse an der Wiener Kunstakademie (Akademie der bildenden Künste Wien) bei den Professoren Herbert Boeckl und Albert Paris Gütersloh zu besuchen, verkehrte in dieser Zeit auch im Umkreis des Art Clubs – nebenbei arbeitete er in einem Grafikstudio.
In den 1950er Jahren lebte Fötsch aus familiären Gründen in Wenigzell, wo er auch schon 1947 – anlässlich einer Studienarbeit – die Restaurierung der Deckenfresken in der Pfarrkirche vornahm. Von da an begann seine enorme Reise- und Restaurierungstätigkeit durch die gesamte Steiermark.

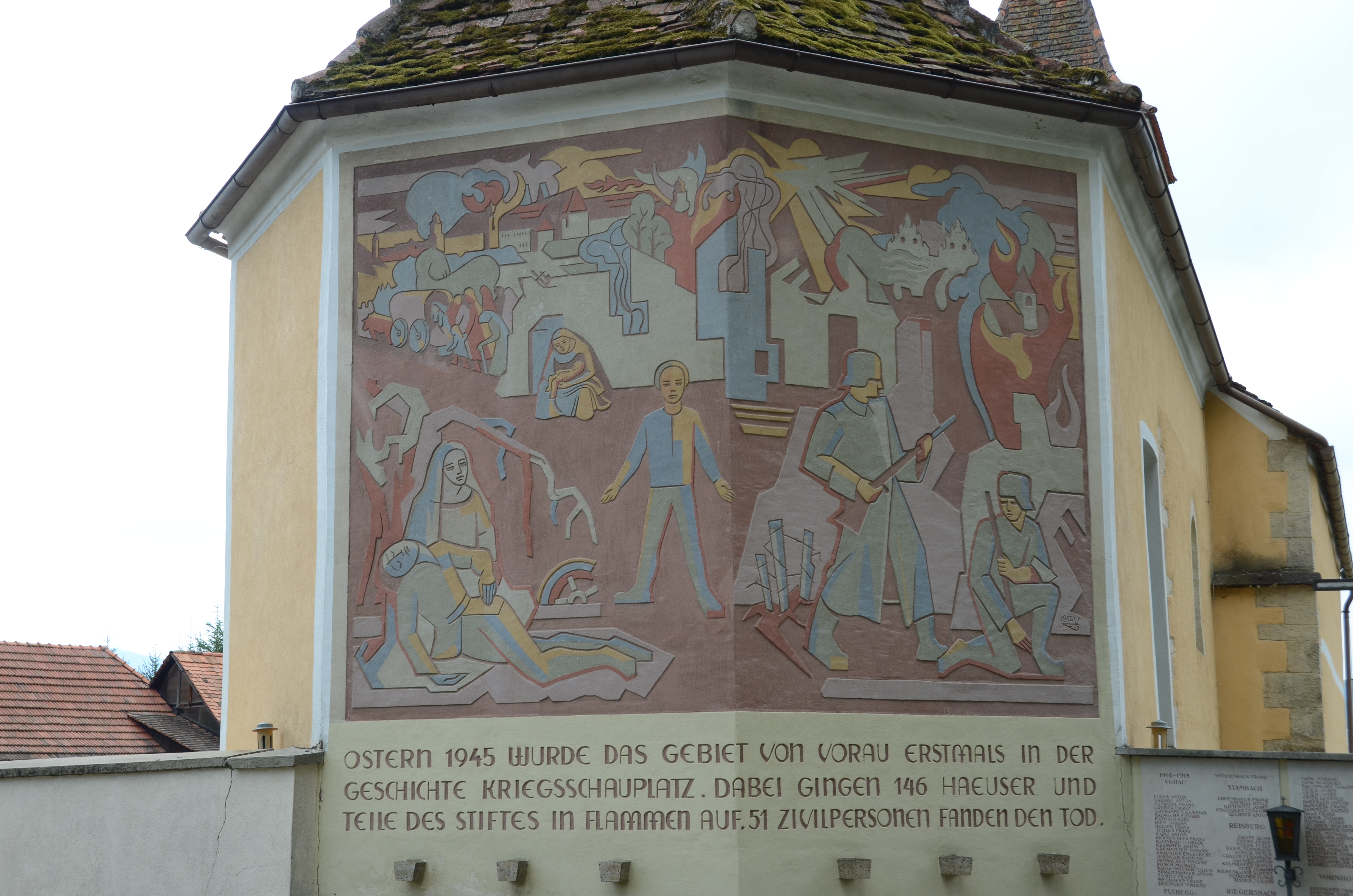
Sgraffito an der Friedhofskirche in Vorau

Die Bekanntschaften mit Walter Stipperger, dem Initiator zahlreicher landeskundlicher Projekte, sowie den Landeskonservatoren Walter Frodl und vor allem Ulrich Ocherbauer, ermöglichten ihm, seinen Wirkungsbereich als Restaurator in der gesamten Steiermark zu entwickeln und zu etablieren.
Von 1950 bis 1985 war Fötsch freier Mitarbeiter des Bundesdenkmalamtes (Landeskonservatorat für Steiermark) und mit rund 250 Restaurierungsaufträgen einer der meistbeschäftigten Restauratoren der zweiten Hälfte des 20. Jahrhunderts in der Steiermark.
Von den ersten großen Aufträgen als „Kunsterhalter“, wie z. B. die Restaurierung sämtlicher Deckenfresken im Schloss Trautenfels (1952 bis 1954), woran er nahezu drei Sommer hindurch beschäftigt war, über Kirchen- und Bildstockrestaurierungen, ist es Anton Fötsch gelungen, gleichsam als Kunstschaffender neue Wege zu beschreiten und damit einen markanten Beitrag zur „Steirischen Moderne“ zu leisten.
Das Kriegerdenkmal an der Friedhofskirche in Vorau und Die Hochzeit an der Volksschule in Öblarn – beide imposanten Sgraffitoarbeiten sind aktuelle Zeugen für seinen innovativen und bereits klassischen Ausdruck.
In seiner mehr als sechs Jahrzehnte umfassenden Schaffensperiode hinterließ Anton Fötsch zahlreiche Restaurierungen sowie Gestaltungen von Wandmalereien (Fresko- und Seccofresko) und Sgraffiti sowohl im öffentlichen, als auch im privaten Raum – darunter Kirchen, Kapellen, Bildstöcke, Schlösser, Guts- und Gasthöfe, Firmen- und Privatgebäude in mehr als 300 Orten in über 150 Gemeinden sämtlicher politischen Bezirke der Steiermark.
Das umfangreiche Œuvre von Anton Fötsch, das neben Öl- und Acrylgemälden, Aquarellen und Zeichnungen auch Holz- und Linolschnitte sowie Plastiken umfasst, deckt sich mit der Vielfalt der angewandten Techniken, wobei das Hauptaugenmerk auf der einzigartigen grafischen Essenz und ihrer Vermittelbarkeit beruht.
Sein unverkennbarer, kubistischer Gestaltungsstil ist in der gesamten Steiermark wohlbekannt, die symbolhaft ästhetischen Form- und Farbkompositionen treten klar und expressiv in Erscheinung – sakral sowie profan, naturalistisch oder abstrahiert – in meisterlicher Reduktion auf die Kernaussage des Kunstwerkes und unter konsequenter Bezugnahme auf die nahe Umgebung der jeweiligen Region.
1960 kaufte er sich ein Haus in Pöllau bei Hartberg (Lodenwalke) und gestaltete es sich zu einer Arbeits- und Wohnstätte. 45 Jahre lang hatte Toni Fötsch seinen Lebensmittelpunkt dort. Seine letzten drei Lebensjahre verbrachte er im Seniorenheim in Birkfeld, schuf dort zahlreiche Aquarelle und widmete sich der von seinem Großneffen Christian Gschier betriebenen Aufarbeitung seines Lebenswerkes.
Anlässlich seines hundertsten Geburtstages erschien 2020 eine dreibändige Jubiläumsausgabe.

## Werke (Auswahl)

### Künstlerische Gestaltungen (Kunst im öffentlichen Raum)

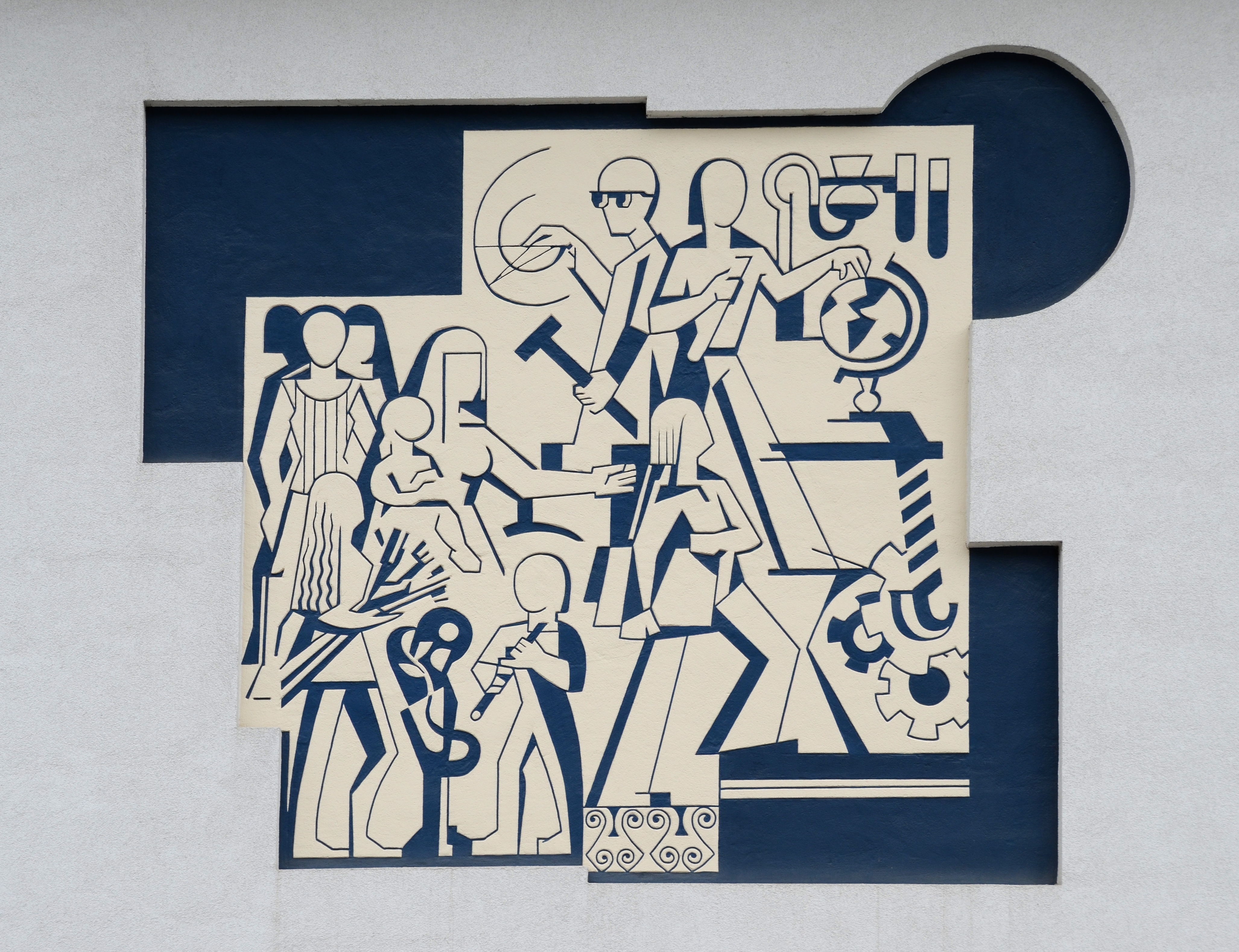
Sgraffito an der Hauptschule in Waldbach

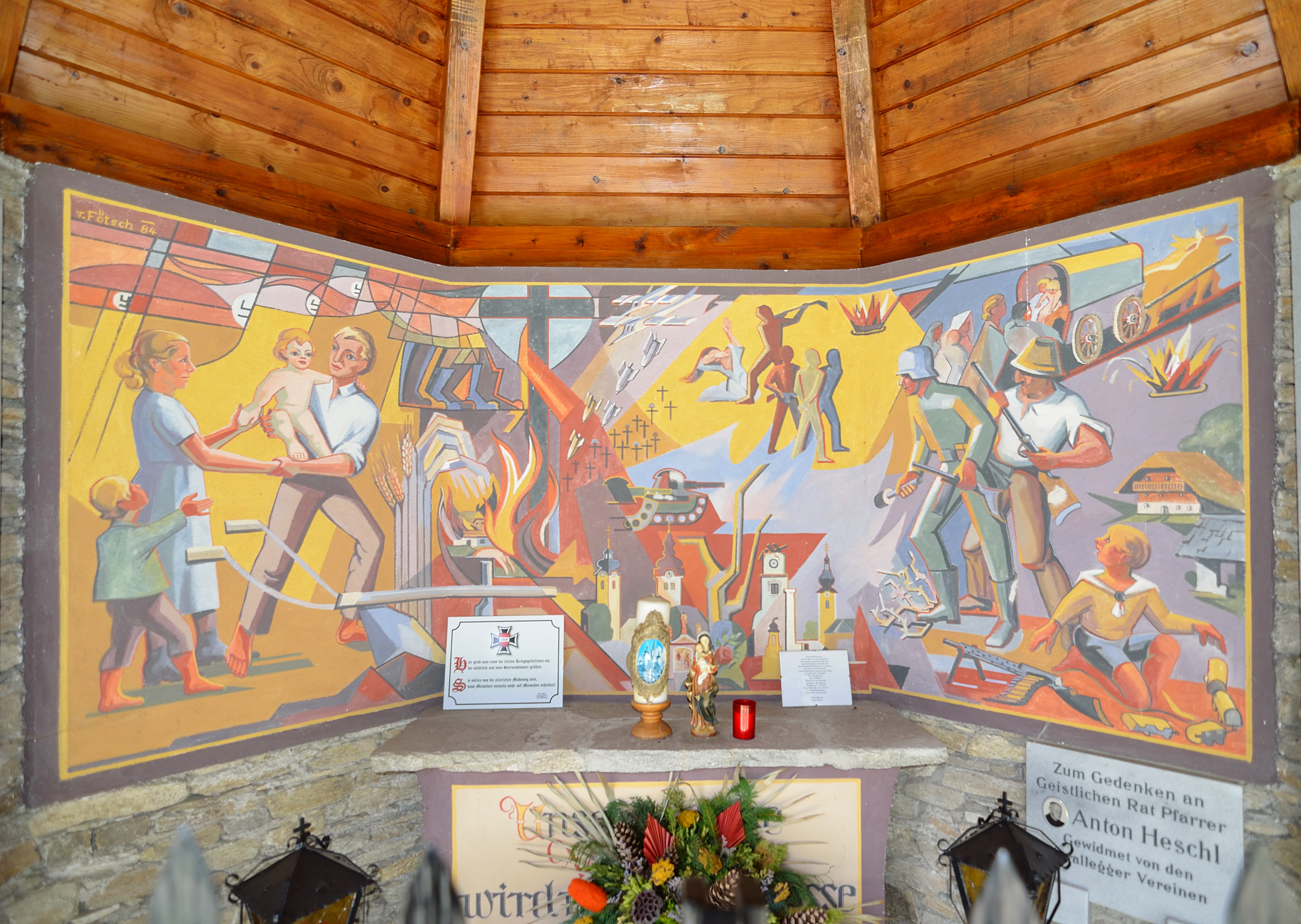
Wetterkreuz Strallegg

- Vorau, Johanneskirche, Kriegerdenkmal, Sgraffito, 1954
- Öblarn, Volksschule, Die Hochzeit, Sgraffito, 1959
- Pöllau, Rathaus, Sgraffito-Medaillons, 1959
- Pöllauberg, Kalvarienberg, 3. Stationskapelle, Fresken, 1969
- Stocking bei Wildon, Haus Ruhmann, Karl Morré – S’Nullerl, Seccofresko, 1973
- Waldbach, Hauptschule, Sgraffito, 1974
- Strallegg, Kirchhof, Initienkapellen, Silikatmalerei, 1976
- Pöllau, Hauptschule, Stiegenaufgang, Seccofresko, 1977
- Wenigzell, Gasthof Zur Taverne, Fassadengestaltung und hl. Christophorus-Fresko, 1977
- Trofaiach, Burgfriedenskreuze, Seccofresken, 1978
- Übelbach, Bräuerkreuz, Seccofresken, 1978
- Salla, Pfarrkirche Salla, Seccofresko, 1979
- Krottendorf bei Weiz, Dorfkreuz, Seccofresken, 1982
- Miesenbach bei Birkfeld, Kalvarienberg, 9 Kreuzwegstationen, Silikatmalerei, 1983–1984
- Strallegg, Wetterkreuz, Kriegerdenkmal, Seccofresko, 1984
- Graz, Haus Fruhmann, Bandltanz, Seccofresko, 1984
- Niederöblarn, Gasthof Zum Grimmingtor, Fassadengestaltung und Silikatmalerei, 1985
- Mürzhofen, Haus Scheikl, Sämann, Sgraffito, 1986
- Bad Waltersdorf, Leitersdorf, Dorfkreuz, Silikatmalerei, 1988
- Großsteinbach, Pfarrkirche Großsteinbach, Sonnenuhr-Seccofresko, 1995

### Restaurierungen
- Pürgg-Trautenfels, Schloss Trautenfels, Stuck und Deckenfresken (original von Carpoforo Tencalla), 1952–54
- Graz, Kirche St. Johann und Paul, Restaurierung und Ergänzung der Fresken (Bartolomeo Altomonte), 1953
- Pöllau, Schloss Pöllau, Festsaal, Deckenfresken (Antonio Maderni), 1954
- Sankt Peter-Freienstein, Wallfahrtskirche Maria Freienstein, Restaurierung und Ergänzung der Fresken, 1955
- Graz, Florianikirche, Restaurierung und Ergänzung Deckenfresken und Stuck (Joseph Antonio Serenio, Georg Adam Echter), 1957
- Leoben, Hauptplatz, Hacklhaus, Restaurierung und Ergänzung der Johann-Max-Tendler-Fresken, 1958 und 1975
- Bärnbach, Heiliger Berg, Gesamtanlage, Gesamtrestaurierung (Philipp Jakob Straub), 1960–1971
- Haus im Ennstal, Katharinenkapelle, Gesamtrestaurierung (Balthasar Prandtstätter), 1961–1963
- Sankt Georgen an der Stiefing, Schloss St. Georgen an der Stiefing, Festsaal, Restaurierung und Ergänzung der Fresken, 1961
- Pöllau, Stiftskirche, Taufkapelle und Chor, Fresken (Mathias von Görz), 1963–1964
- Weiz, Taborkirche, Fresken (Fritz Silberbauer), 1964
- Sankt Johann bei Herberstein, Pfarrkirche St. Johann bei Herberstein, Gesamtrestaurierung, 1965
- Graz, Straßgang, Kirche Maria im Elend zu Straßgang, Gesamtrestaurierung (Johann Jacob Schoy), 1966 und 1972
- Pinggau, Wallfahrtskirche Maria Hasel, Restaurierung und Ergänzung der Fresken (Johann Cyriak Hackhofer), 1967
- Bad Radkersburg, Frauenkirche, Gesamtrestaurierung, 1967–68
- Wolfsberg im Schwarzautal, Pfarrkirche hl. Dionysius, Gesamtrestaurierung (Philipp Carl Laubmann), 1969–1973
- Blaindorf, Filialkirche hll. Rochus und Sebastian, Gesamtrestaurierung, 1971–1973
- Straden, Filialkirche hl. Sebastian, Unterkirche, Restaurierung und Ergänzung der Deckenfresken, 1976